# Ouratea tenuifolia
Ouratea tenuifolia är en tvåhjärtbladig växtart som beskrevs av Adolf Engler. Ouratea tenuifolia ingår i släktet Ouratea och familjen Ochnaceae. Inga underarter finns listade i Catalogue of Life.